# Ford A
El Ford A (1927–1931) es un automóvil que ha sido producido y distribuido por el fabricante estadounidense Ford. Este modelo fue el segundo gran éxito de la marca tras su predecesor, el Ford T (el cual fue reemplazado tras 18 años en producción continua), llegando a producirse 4 320 446 unidades de este modelo. La versión Tudor se vendía a 500 dólares (en color gris, verde o negro) mientras que el sedán costaba 1,200 dólares.
La primera unidad fue fabricada el 20 de octubre de 1927, pero no salió a la venta hasta el 2 de diciembre del mismo año y fue designado como nuevo modelo en 1928. Poseía diversas combinaciones de colores según los modelos; pero ninguno de ellos era de color negro. En el trascurso del tiempo las combinaciones fueron variando y el negro fue incluido en algunos modelos. El Ford A se caracterizaba por tener los guardabarros pintados de negro.
El sucesor del Ford A fue el Ford B, que introdujo un motor de cuatro cilindros de válvulas laterales. Posteriormente salió al mercado el Ford 18, que ofrecía el nuevo motor V8 diseñado por Ford. Su peso es de 1027 kg.

## Características
De manera análoga al modelo T de Ford, el Ford A también contaba con una construcción robusta y simple que, con los años, fue sometida a revisiones periódicas a fin de modernizarla. Para llegar a un mayor público, se fabricaron varias versiones alternativas al modelo Standard Tudor (un sedán de dos puertas que fue el más vendido). Con el Ford A, al igual que ya había hecho antes con el Ford T, la empresa intentó hacerse un hueco en el mercado europeo. Con este objetivo, en el verano de 1928 se inició la producción en Berlín, comenzando la expansión de Ford en Europa. Para el mercado europeo, la cilindrada del Ford A tuvo que reducirse por varios motivos fiscales a 2023 centímetros cúbicos, por lo que la potencia también disminuyó a 28 Cv. No obstante se vendían las dos motorizaciones.
Originalmente el Ford A disponía de una cilindrada de 3285 cm³ con 4 cilindros y una potencia de 40 Cv/30 kW.
El modelo A se produjo en una amplia variedad de carrocerías y modelos, entre estas: cupé (estándar, Special y de lujo), cupé de negocios, cupé deportivo, roadster Ford Model A Deluxe Coupe), cabriolet descapotable, sedán descapotable, phaeton (estándar y de lujo), tudor (estándar y de lujo, ver → Ford Model A Deluxe Tudor), town car, fordor (2-ventana) (estándar y de lujo), fordor (3-ventana) (estándar y de lujo), victoria, estanciera, taxi y camioneta entre otros. Además de sus ofertas comerciales de su nueva carrocería de ½ tonelada del chasis A, Ford creó un programa aún más ambicioso de carrocería con el nuevo chasis AA de camiones de 1½ tonelada.

## Historia
Cuando a finales de la década de 1920 el legendario Ford T (Tin Lizzie) de Henry Ford ya podía considerarse como algo anticuado, Ford decidió suspender su producción durante unos meses para poder concluir lo más rápido posible la construcción del modelo destinado a sustituirlo. Hasta diciembre de 1927 no tuvo lugar el lanzamiento del nuevo Ford A, que se desarrolló en un tiempo récord de ocho meses. Entre las ventajas de este nuevo automóvil figuraban la nueva caja de cambios de tres velocidades, los amortiguadores hidráulicos y el sistema de frenos en las cuatro ruedas. Se destacaba por las ruedas con radios de varilla, los limpiaparabrisas y contar con un indicador de gasolina y un amperímetro. El intervalo de mantenimiento era cada 1000 kilómetros, siendo gratuito durante los primeros 3000.

## Galería

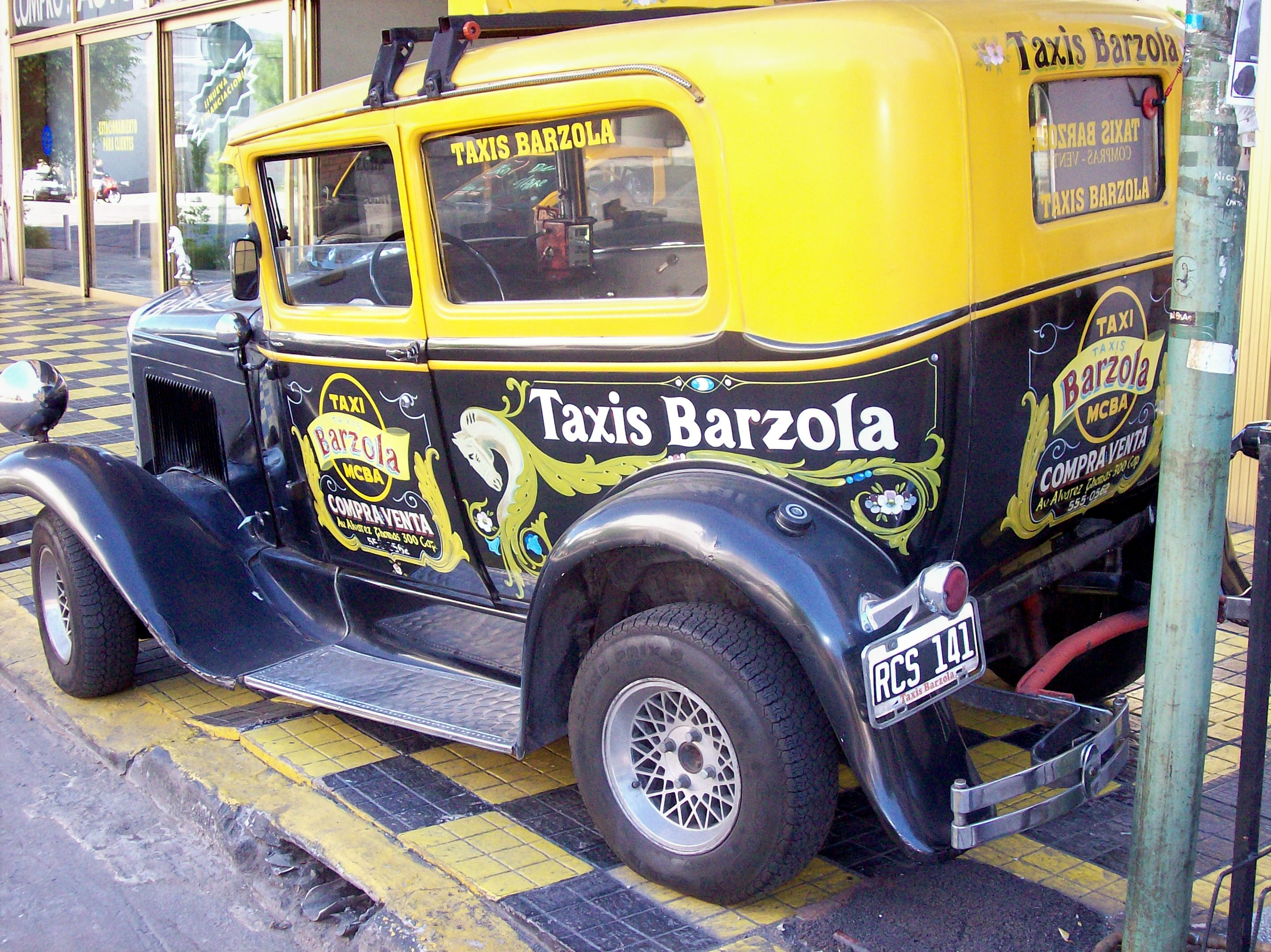
Vehículo de propaganda de una agencia de compra-venta de taxis, Buenos Aires, Argentina, Modelo A Tudor - 1929 Las llantas y neumáticos no son originales
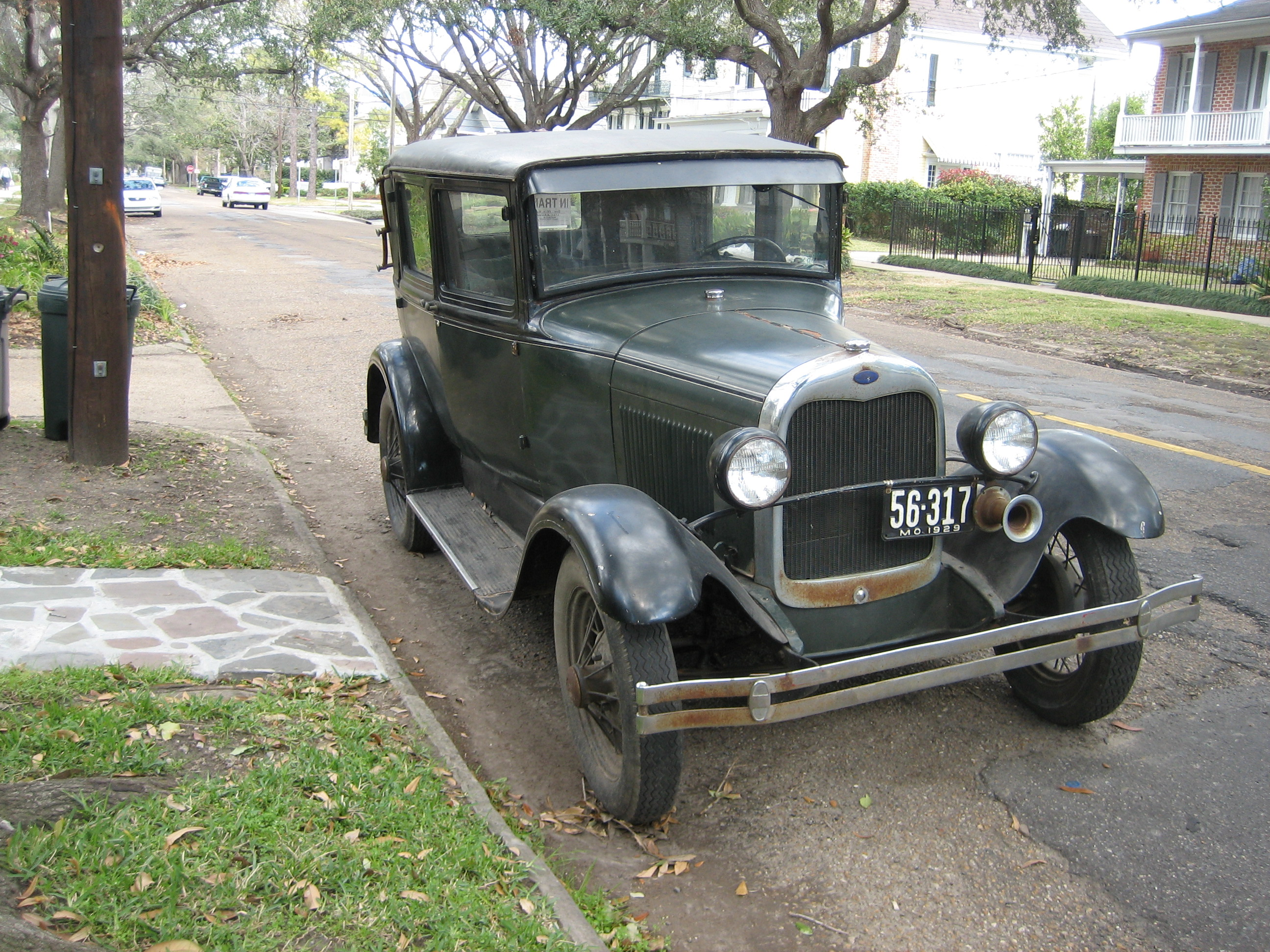
Modelo A Sedán Fordor
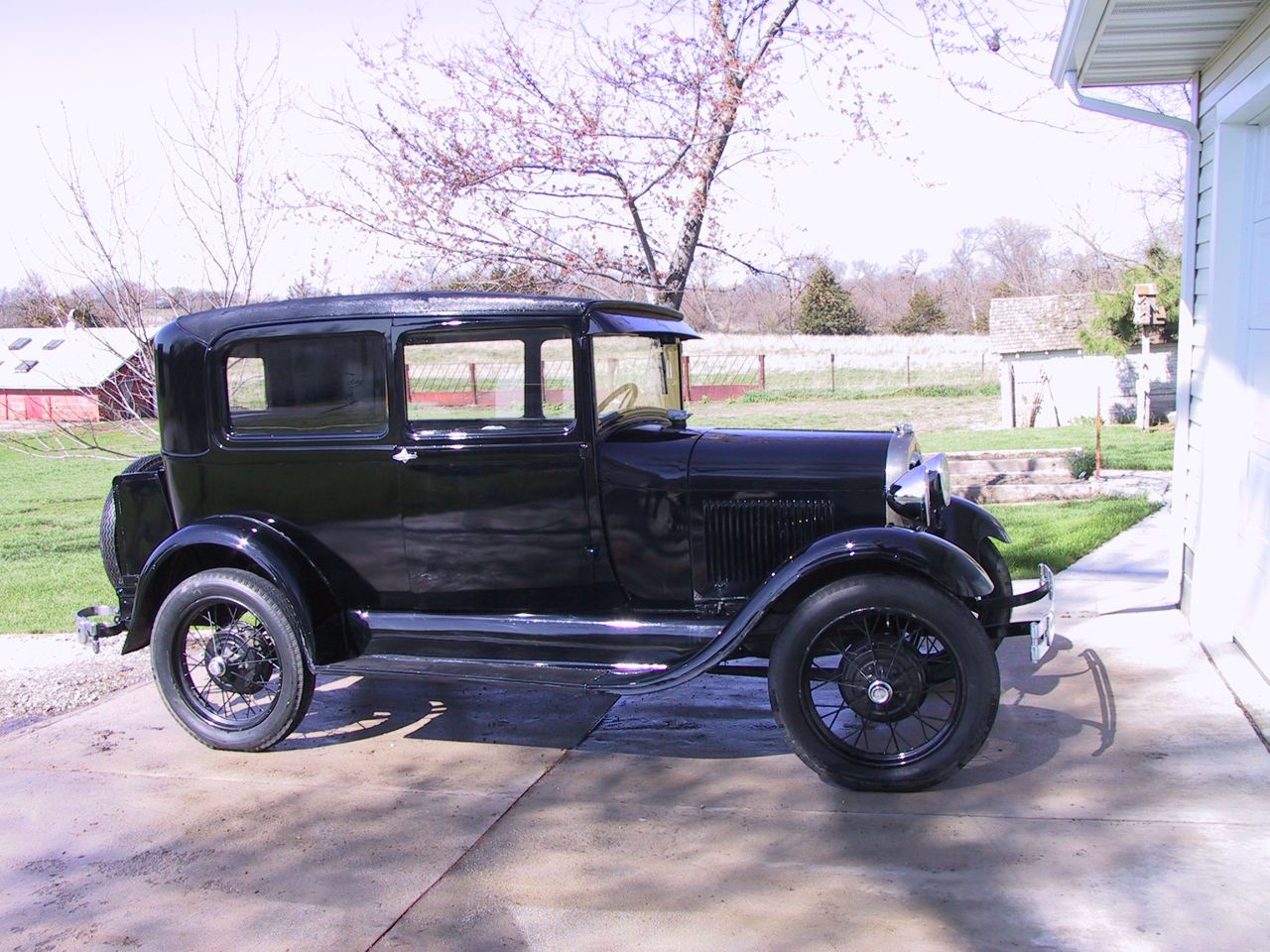
Modelo A Sedán Tudor - 1929
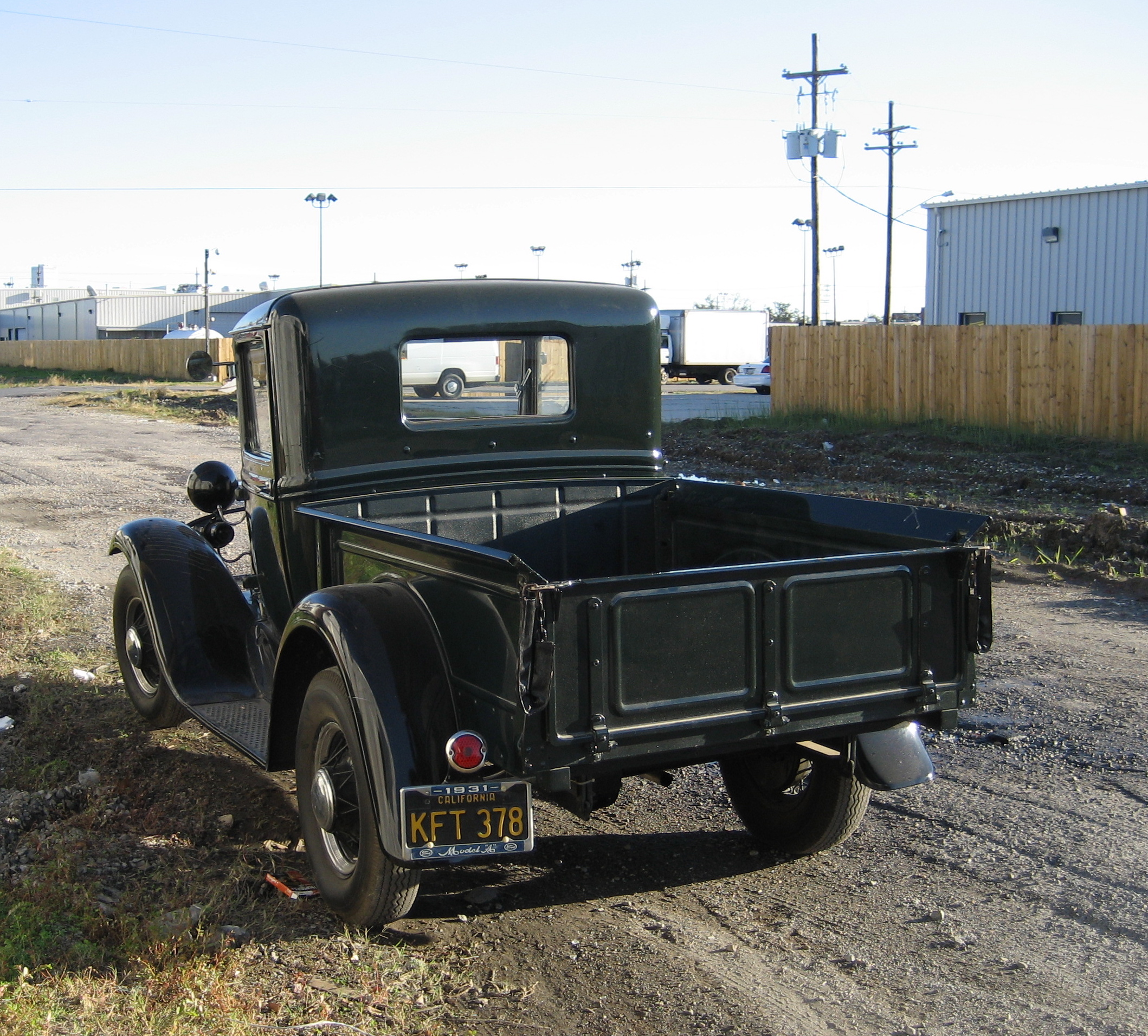
Modelo A Camioneta de cabina cerrada - 1930
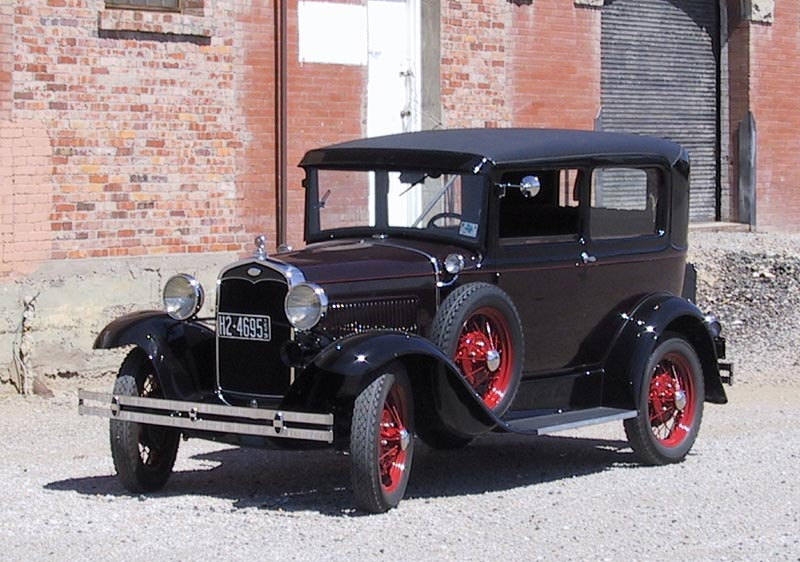
Modelo A Sedán Tudor de lujo - 1931
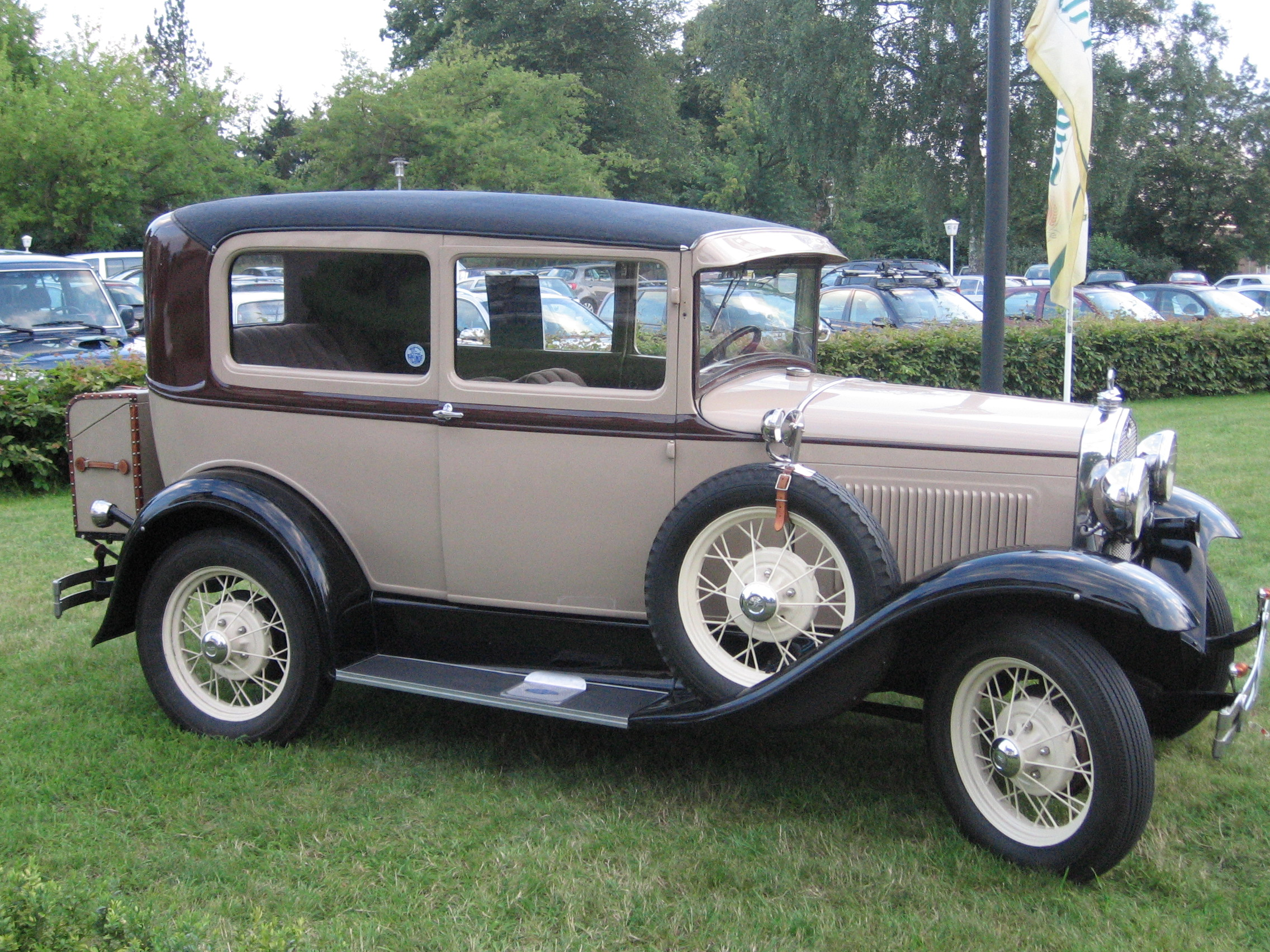
Modelo A Sedán Tudor - 1930
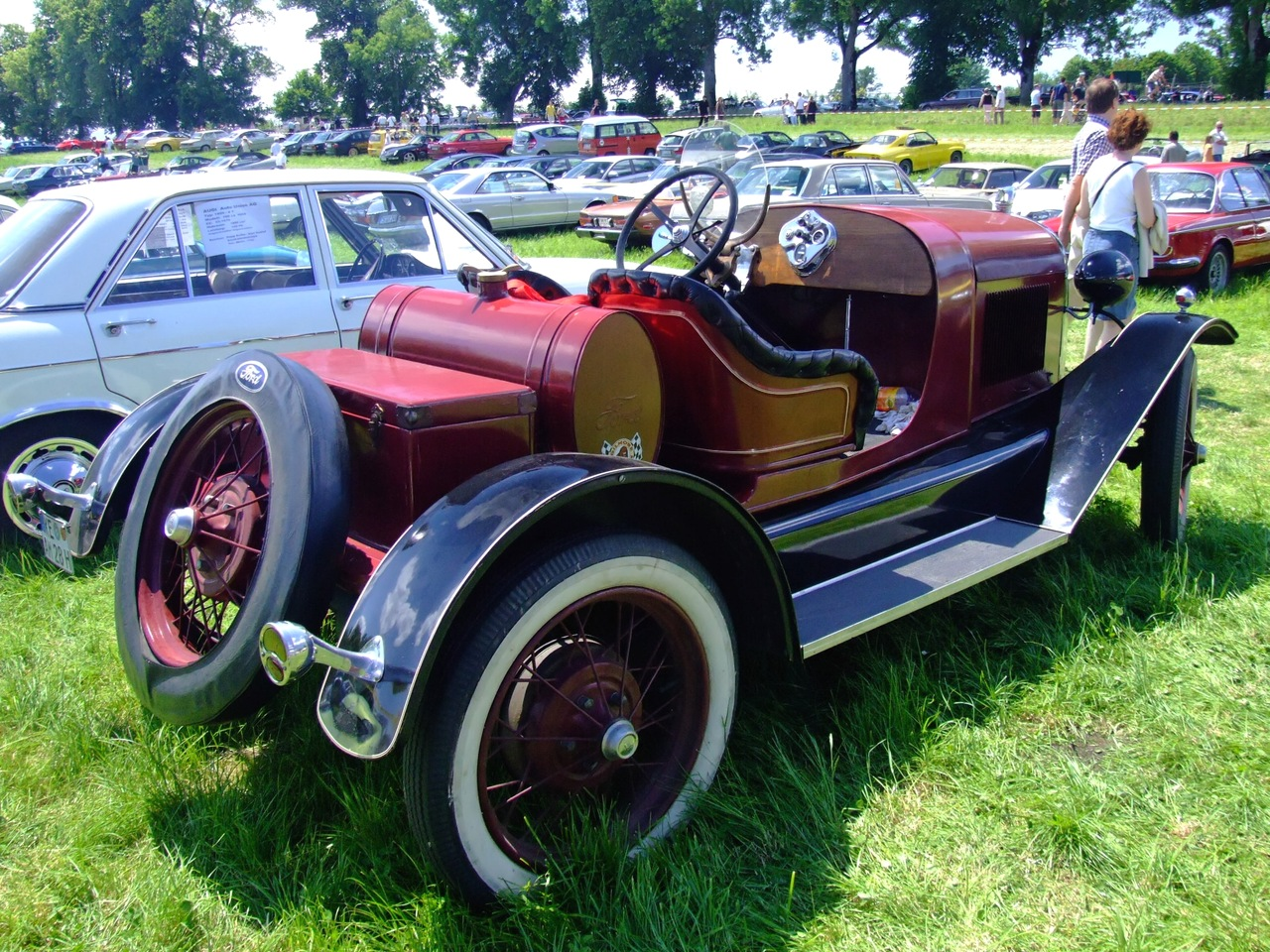
Modelo A Spedster (No original de fábrica)
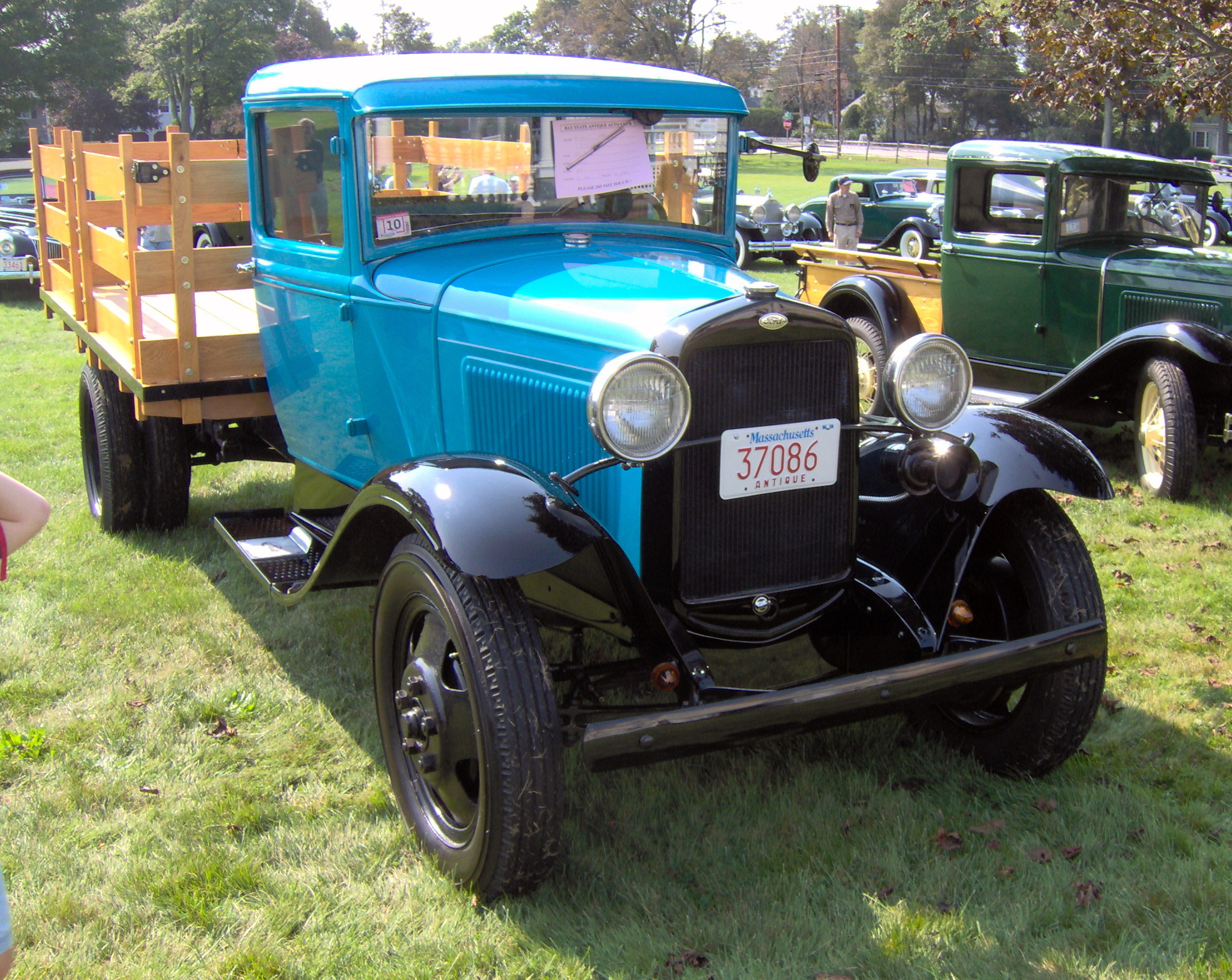
Camión Modelo AA de 1½ tonelada